# 拉尔夫·尼尔森
拉尔夫·尼尔森（Ralph Nelson，1916年8月12日—1987年12月21日）是一名美国电影和电视导演、制片人、作家和演员，导演了奥斯卡奖获奖影片《原野百合花》（1963）、《呆鹅爸爸》（1964）和《查利》（1968）。